# Iridium(V)-fluorid
Iridium(V)-fluorid ist eine anorganische chemische Verbindung des Iridiums aus der Gruppe der Fluoride. Sie wurde 1965 von Neil Bartlett erstmals beschrieben.

## Gewinnung und Darstellung
Iridium(V)-fluorid kann durch Reaktion von Iridium mit Fluor bei 350 °C gewonnen werden.
{\displaystyle \mathrm {2\ Ir+5\ F_{2}\longrightarrow 2\ IrF_{5}} }
Es kann auch durch Reduktion von Iridium(VI)-fluorid mit Silicium dargestellt werden.
{\displaystyle \mathrm {4\ IrF_{6}+Si\longrightarrow 4\ IrF_{5}+SiF_{4}} }

## Eigenschaften
Iridium(V)-fluorid ist ein gelber kristalliner Feststoff. Er besitzt eine monokline Kristallstruktur und liegt als Tetramer vor. Mit Xenondifluorid als Fluoriddonor werden in einer Fluoridtransferreaktion je nach Mischungsverhältnis verschiedene ionische Verbindungen gebildet.
{\displaystyle \mathrm {2\,XeF_{2}+IrF_{5}\rightarrow [Xe_{2}F_{3}][IrF_{6}]} }
{\displaystyle \mathrm {XeF_{2}+IrF_{5}\rightarrow [XeF][IrF_{6}]} }
{\displaystyle \mathrm {XeF_{2}+2\,IrF_{5}\rightarrow [XeF][Ir_{2}F_{11}]} }